# Сандакова, Дарима Галсановна
Дарима Галсановна Сандакова (род. 12 июля 1996, Улан-Удэ, Бурятия, Россия) — российская боксана. Член сборной России по боксу, мастер спорта России международного класса, двукратная чемпионка Европы (2019, 2024), бронзовый призёр Европейских игр (2019), четырёхкратная чемпионка России (2018, 2021, 2023, 2024), четырёхкратный серебряный призёр чемпионата России (2016, 2017, 2020, 2022), бронзовый призёр чемпионата России (2015), бронзовый призёр Всероссийской Спартакиады (2022) в любителях.

## Биография
Родилась 12 июля 1996 года в Улан-Удэ, в Республике Бурятия. Сегодня проживет в городе Дмитров, в Московской области.
Хобби — писать стихи. Их накопилось уже много. В 2017 году записалась на хип-хоп. Начала сочинять стихи, когда лежала в инфекционной больнице с отравлением.

## Любительская карьера
Начала заниматься в секции по волейболу, но тренер заметил силу удара посоветовал попробовать бокс. Спортсменка уже является призером и многократной победительницей различных соревнований.
Серебряный призёр чемпионата России 2016 и 2017 года (вес до 75 кг), и бронзовый призёр чемпионата России 2015 года (до 69 кг).
В июле 2017 года Дариме присвоено спортивное звание «Мастер спорта России международного класса».
На чемпионате России 2018 года в Бурятии она стала победителем в своей весовой категории.
На 10-м чемпионате мира по боксу среди женщин в Индии, в поединке 2-го раунда (1/8 финала), 19 ноября 2018 года, Дарима уступила спортсменке из США Наоми Грэм. Во втором раунде этого поединка Дарима получила рассечение брови, и судья остановил бой, присудив победу сопернице из США. Таким образом, Дарима завершила выступление на мировом первенстве. В первом раунде наша боксёрша победила турецкую спортсменку Бусеназ Сюрменели.
На II Европейских играх 2019 года в Минске, в весовой категории до 75 кг завоевала бронзовую медаль.
В 2019 году Дарима приняла участие в чемпионате Европы по боксу, который состоялся в Испании. Она добралась до финала, в котором победила итальянскую соперницу и завоевала титул чемпионки континента.
31 октября 2020 года на чемпионате России в весе до 69 кг Дарима взяла серебро, проиграв в финале спортсменке из Дагестана.
В декабре 2021 года она стала чемпионкой России в весе до 70 кг на чемпионате России среди женщин в Челябинске, в финале победив Галину Головченко.
В октябре 2022 года вновь стала серебряным призёром в весе до 70 кг на чемпионате России среди женщин в Краснодаре, в финале проиграв Анастасии Демурчян.
В ноябре 2023 года, в Уфе стала чемпионом России в весе до 70 кг, в финале по очкам 5:0 победив Анастасию Демурчян.
На чемпионате России 2024 года в Серпухове, в весовой категории до 70 кг, стала в четвёртый раз чемпионкой страны. В финале победила Ангелину Витову из Московской области.